# Stenelmis canaliculata
Stenelmis canaliculata är en skalbaggsart som först beskrevs av Leonard Gyllenhaal 1808.  Stenelmis canaliculata ingår i släktet Stenelmis, och familjen bäckbaggar. Arten är reproducerande i Sverige.